# Theodor Hossbach
Benjamin Theodor Johannes Hossbach (* 1. Juli 1834 in Berlin; † 11. August 1894 in Groß-Lichterfelde) war ein deutscher evangelischer Pfarrer.

## Leben
Hossbach, Sohn des Pfarrers Peter Wilhelm Hossbach, studierte ab 1852 Evangelische Theologie in Berlin und Bonn. Hier wurde Friedrich Bleek, dessen Vorlesung über die Apokalypse (Offenbarung des Johannes) er postum herausgab, sein wichtigster Lehrer. Nach der Promotion zum Lizenziaten wurde er 1858 Pfarrvikar in der Diasporagemeinde Neutral-Moresnet bei Aachen und 1861 Hilfsprediger in Berlin.
Als Vertreter einer auf Friedrich Schleiermacher zurückgehenden liberalen Theologie war er an der Gründung des Deutschen Protestantenvereins 1865 führend beteiligt. Nach einem Intermezzo als Feldprediger bei der Avantgarde der Elbarmee 1866 wurde er 1867 vom Berliner Magistrat zum Prediger an der St.-Andreas-Kirche gewählt.
Neben seinem Pfarramt war Hossbach auch publizistisch tätig und unterstützte den kirchlichen und theologischen Liberalismus. Seine Biographie Schleiermachers war im 19. Jahrhundert die am weitesten verbreitete. 1873 trat er mit anderen Berliner Pfarrern für seinen Amtsbruder Adolf Sydow ein, der wegen seiner Kritik am Apostolischen Glaubensbekenntnis angegriffen wurde.

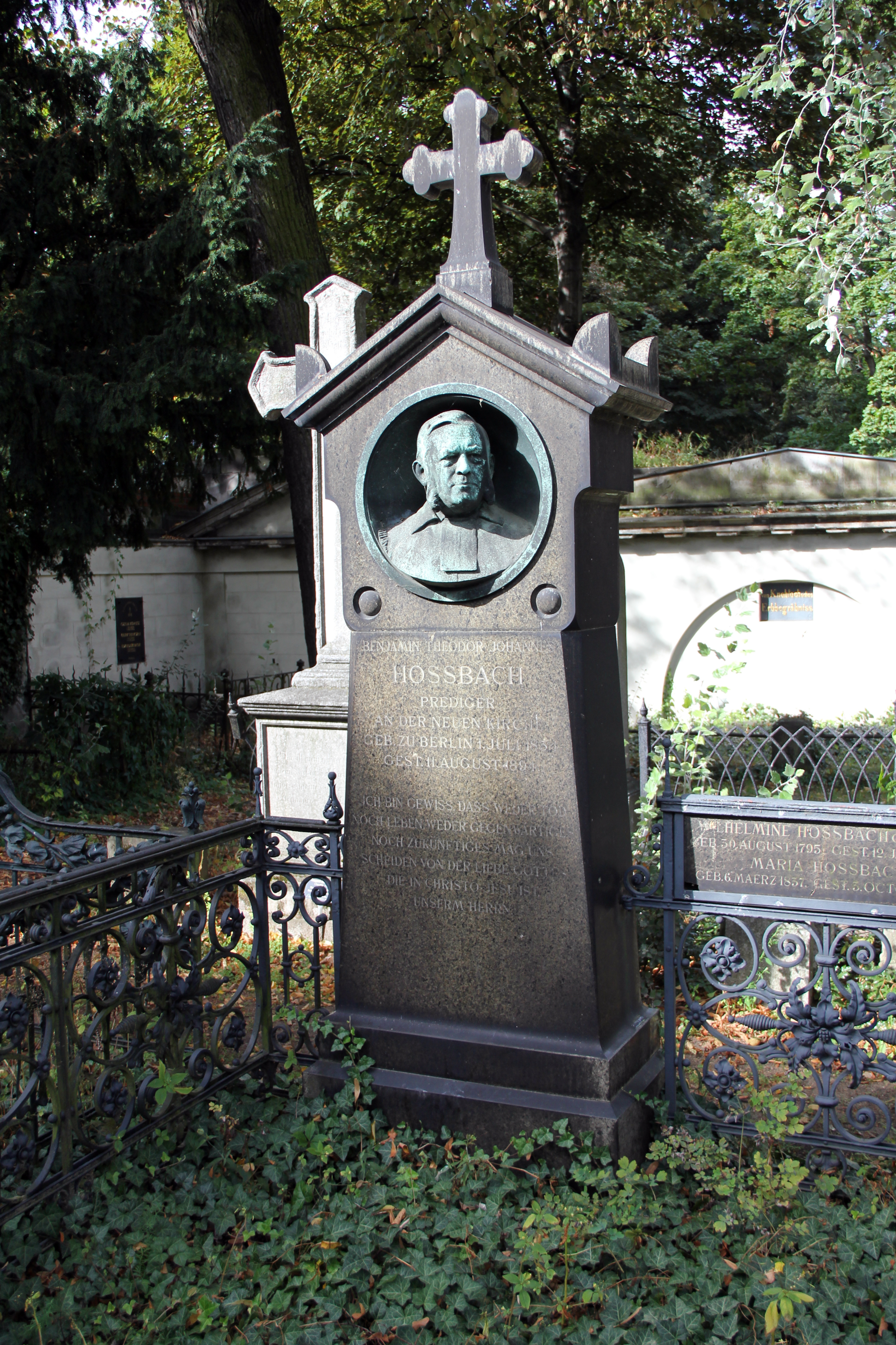
Das Grab von Theodor Hossbach in Berlin-Kreuzberg

1877 wurde Hossbach nach einer Wahlpredigt in der St.-Jacobi-Kirche selbst zum Gegenstand heftiger Angriffe seitens der „Positiven“. Er wurde zum Pfarrer gewählt, wogegen aber beim Brandenburgischen Konsistorium erfolgreich Einspruch eingelegt wurde. Kaiser Wilhelm I. verlangte sogar eine Untersuchung gegen Hossbach. Emil Herrmann, der Präsident des zuständigen Evangelischen Oberkirchenrats der altpreußischen Landeskirche, der sich der geforderten Amtsentsetzung widersetzte, trat wegen dieses Konflikts zurück. Hossbach erhielt die Unterstützung der Mehrheit seiner Berliner Amtskollegen und wurde von der Berliner Stadtsynode im Herbst 1877 zum zweiten Vorsitzenden gewählt. So konnte er an St. Andreas zunächst weiter amtieren und 1881 eine Pfarrstelle an der Neuen Kirche in Berlin (dem so genannten Deutschen Dom) antreten.
Theodor Hossbach starb 1894 im Alter von 60 Jahren in Groß-Lichterfelde. Beigesetzt wurde er auf dem Friedhof II der Jerusalems- und Neuen Kirche vor dem Halleschen Tor in Berlin. Der gesockelte Grabstein aus Granit mit bronzenem Porträtmedaillon und Kreuzbekrönung steht auf einer von einem schmiedeeisernen Gitter umgebenen Anlage, auf der sich auch das Grabdenkmal seines 1846 verstorbenen Vaters befindet.

## Werke
- Theses controversae. Georgi, Bonn 1857.
- Friedrich Daniel Ernst Schleiermacher. Sein Leben und Wirken. Dem deutschen Volke erzählt. Eine Festschrift zur hundertsten Wiederkehr seines Geburtstages am 21. November 1868. Loewenstein, Berlin 1868 (mehrere Auflagen).
- Der Pietismus in der evangelischen Kirche. Ein Vortrag gehalten im Protestantenverein zu Elberfeld und im Unionsverein zu Berlin. Geelhaar, Berlin 1869.
- Wie steht es mit dem Glauben in der modernen Orthodoxie und in dem angeblich ungläubigen Protestantenverein? Vortrag (= Protestantische Vorträge. Bd. 2, 1, ZDB-ID 313845-8). Henschel, Berlin 1870.
- Das Gebet. Vortrag, gehalten im Berliner Unionsverein am 23. Februar 1872 (= Protestantische Vorträge. Bd. 4, 1). Henschel, Berlin 1872.
- Das Christenthum der Urgemeinde. Vortrag. Haack, Berlin 1877.
- Die Aufgaben des Protestantenvereins. s. n., Berlin 1879.
- Ich schäme mich des Evangeliums von Christo nicht. Antrittspredigt über Brief an die Römer I v. 16 gehalten in der Neuen Kirche zu Berlin am 20. Febr. 1881. Haack, Berlin 1881.
- Sind wir noch Protestanten? s. n., Berlin 1882.
- Die revidierte Lutherbibel. Referat erstattet in der Sitzung des ständigen Ausschusses des Deutschen Protestanten-Vereins am 29. April 1884. Haack, Berlin 1884.